# Michele Basilio Clary

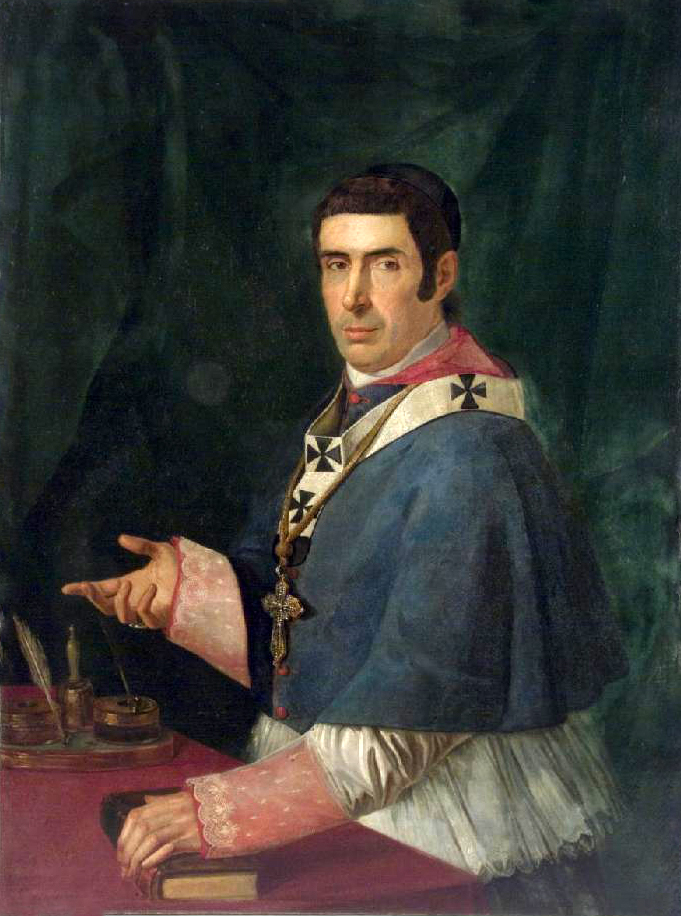
Aartsbisschop Clary in Bari, Italië

Michele Basilio Clary of Clari (Rome, 22 februari 1779 – Bari, 15 februari 1858) was in het koninkrijk der Beide Siciliën bisschop van Catanzaro (1818-1823) en aartsbisschop van Bari en Canosa (1823-1858).

## Levensloop
In 1801 werd Clary tot priester gewijd; hij behoorde tot de priesterorde Ordine basiliano italiano di Grottaferrata. Deze priesterorde bestond al sinds de middeleeuwen in Zuid-Italië. Deze orde werd afgekort als O.S.B.I. Hij was een priester-leraar. Tijdens het Napoleontisch bestuur in het koninkrijk Napels werd hem verboden het priesterschap uit te oefenen.
Dit veranderde na het Congres van Wenen (1815). Bij de Restauratie van het Bourbonregime (1815) verbleef Clary vaak als kapelaan aan het hof van koning Ferdinand I. Deze liet hem in 1818 benoemen tot bisschop van Catanzaro. Daar was Clary het slachtoffer van een aanslag (1820); na een nachtelijke kerkdienst schoten onbekenden op zijn koets in de straten van Catanzaro. Clary bleef ongedeerd. De bevolking sprak schande over de aanslag. De daders werden evenwel nooit gevonden en de geruchten over een samenzwering bleven circuleren in Catanzaro.
In 1823 werd Clary bevorderd tot aartsbisschop van Bari (en Canosa). Hij bezocht de uithoeken van zijn aartsbisdom en dit resulteerde in 1839 in een reeks van herderlijke brieven. Clary kloeg wantoestanden aan die hij gezien had in zijn aartsbisdom. Hij herorganiseerde kerkelijke plechtigheden zoals processies omdat hij sommige praktijken te profaan vond. Hij voerde nieuwe kerkliederen in. De relieken in de processies werden herbekeken, niet alleen in de stad Bari maar ook in andere plekken. Hij organiseerde het uitdelen van aalmoezen: tweemaal per week mochten bedelaars zich aanbieden op de binnenplaats van het aartsbisschoppelijk paleis. Dit werd opgeschorst toen de cholera uitbrak in Bari. Tevens liet hij kerken in Bari herstellen, niet alleen deze van de aartsbisschoppelijke zetel maar ook van kloosterordes.

## Werken
Naast de reeds vermelde pastorale brieven publiceerde Clary religieuze essays tijdens zijn episcopaat in Bari. Het gaat onder meer om:
- Considerazioni su lo Spirito e su i doveri dell’ Episcopato
- La Santa Filosofia della mente e del cuore.